# 唐英年

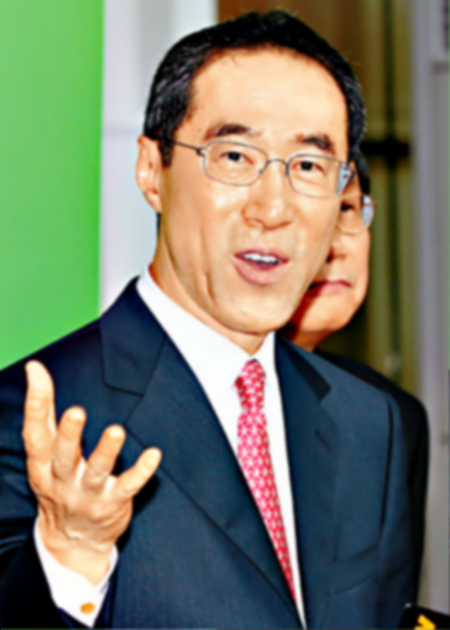
唐英年

唐英年（とう えいねん、1952年9月6日 - ）は香港の政治家、前政務司司長（政務長官）。英語名はHenry Tang。かつては自由党の党員であったが、2005年現在の所属政党なし。本籍は江蘇省無錫。
香港政府のナンバー2であり、2012年3月25日投開票の行政長官の選挙に2月20日、立候補を届け出た。有力候補と目されたが、夫人の邸宅に約200平方メートルの地下室を建設していたことが判明しており、これは無許可であり、違法となるため有権者やメディアから批判が相次いだ。3月25日投開票の選挙では梁振英に敗れた。

## 略歴
- 1952年：養和医院出生
- 1971年：ミシガン大学卒業
- 1976年：イェール大学の修士課程を経て帰国、父親の経営する紡績会社に勤務
- 1989年：香港青年工業家賞受賞
- 1991年～1997年：立法局議員
- 1995年～2001年：香港工業総会会長
- 1997年～1998年：臨時立法会議員
- 1997年～：行政会議非官職メンバー
- 2000年：金紫荊星章受勲
- 2002年～2003年：工商業・科学技術局長(工商及科技局局長)
- 2003年～2007年：財政長官
- 2005年：曽蔭権の行政長官代行辞任に伴い一時行政長官代行を務める
- 2007年～2011年：政務司司長（政務長官）
- 2009年：大紫荊勲章受勲